# Mikaelikyrkan, Västerås
Mikaelikyrkan är en kyrkobyggnad i Västerås kommun. Den är församlingskyrka i Västerås Lundby församling, Västerås stift. Kyrkan ritades av arkitekterna Bertil Tideström och Gösta Ekroth, och stod färdig 1966. Tillsammans med klockstapeln är kyrkan ett tydligt exempel på 1960-talets modernistiska arkitektur med inspiration från brutalism, och även en illustration av vad nya byggtekniker gjorde möjligt. Den är namngiven efter ärkeängeln Mikael.

## Historia
Västerås stad växte kraftigt under första halvan och mitten av 1900-talet och nya stadsdelar som Jakobsberg-Pettersberg, Vetterstorp, Annedal och Hammarby växte fram i de östra delarna av Lundby socken. Eftersom det var långt till Lundby kyrka ordnade Svenska kyrkan Västra församlingshemmet, som låg i en hyrd lokal några hundra meter från den nuvarande kyrkan. Det visade sig dock snart vara otillräckligt så därför skapades en stiftelse för att samla pengar till en ny kyrka. Kommunen utsåg också en tomt, i utkanten av stadsdelen Vetterstorp. Man började med att resa ett kors på tomten, så att man redan innan det fanns någon byggnad kunde fira mässa och skolavslutningar på platsen.
Arkitekterna Gösta Ekroth och Bertil Tideström anlitades för att rita den nya kyrkan, men deras ursprungliga förslag skilde sig i stor utsträckning från den kyrka som till slut byggdes. Det första förslaget var en nästan kvadratisk byggnad med plats för omkring 200 personer. När första spadtaget togs i februari 1965 hade ritningen förändrats och kyrkan fått plats för dubbelt så många. Ansvarig för bygget var Anders Diös AB. Kyrkan invigdes 26 mars 1966, vilket var dagen före Jungfru Marie bebådelsedag, av biskop Sven Silén och var den första av en rad moderna stadsdelskyrkor som skulle byggas i Västerås under de kommande decennierna.

## Kyrkobyggnaden
Kyrkans grund är av gjuten betong. På grundplattan har uppförts murar av dansktillverkad kalksandsten med ett fogbruk som genomfärgats för att ligga så nära kalksandstenen som möjligt, för att få stora enhetliga ytor. De vita murarna saknar sockel. Taket är uppdelat i tre längsgående delar, där det mittersta reser sig kraftigt mot öst och når sin högsta höjd, 11 meter, vid korgaveln. Taken på sidorna reser sig istället mot väst. Stora delar av fasaden är fönsterlös, men större fönster finns på södra korväggen och på den bakre delen av kyrkans båda sidoskepp. Ett korsformat fönster finns också högt upp på korgaveln.
På fastighetens västra del gjordes 1985 en tillbyggnad som rymmer församlingshem, arkiv, kontorslokaler och körsal. Byggnaden skiljer sig från kyrkan med sina fasader av sandfärgad kalksandsten. På kyrkotomten finns också, Mikaeligården, en fristående ungdomsgård med lokaler för bland annat konfirmationsarbete, som byggdes året efter kyrkan. 1973 skedde en tillbyggnad.
Kyrkorummet är ljust och avskalat med samma väggar som fasaderna, råhuggen kalksten. Genom kyrkorummet går bågar i längsgående riktning, vilande på pelare i obehandlad betong. På vardera sidan om bågarna går yttertakets form igen, där sidotaken sänker sig mot koret medan taket i mitten höjer sig i samma riktning och når sin högsta höjd i det smalare koret. Därmed delas också kyrkorummet upp i tre skepp. Sidoskeppen avslutas med kvartscirklade väggar insvängda mot koret. Det södra skeppet är smalare än det norra. Koret är förhöjt några trappsteg, och har, liksom resten av kyrkorummet ett golv av klinkers från Höganäs Keramik. Även det norra skeppet har ett upphöjt golv, och i dess västra del är ett Mariakapell inrett för mindre andakter.
Den 19 meter höga klockstapeln är byggd av fyra betongpelare och krönt av ett stort kors i aluminium. De tre klockorna hänger ovanför varandra och har ljudluckor av koppar. Korset är omgivet av tre cirklar, vilket ska symbolisera att det är universums medelpunkt.

## Inventarier
- Altartavlan består av tre olika målningar som konstnären Helge Andersson målade 1975. Målningarna visar hur änglar förkunnar Jesus födelse, den förlorade sonen och den uppståndne Jesus.[4]
- Två av kyrkans skulpturer är gjorda av konstnären Pellis Hellbom, dels en Mariaskulptur utanför kyrkan, tillverkad i vit betong, dels metallskulpturen Nucellus, på västväggen i kyrkorummet, som symboliserar Jesus som kärnan utifrån vilken apostlarna spred evangeliet.[4]
- Dopfunten är tillverkad av krossad kalksten från Ignaberga och är höj- och sänkbar.[4]
- På den bakre väggen i norra sidskeppet hänger målningen Jesus i Getsemane, målad av Robert Hugo Jäckel 1924. Den hängde tidigare i Mikaelikyrkans föregångare, Västra församlingshemmet.[4]
- Altaret är tillverkat av marmor från Gotland[4] och står på ett podium, också det tillverkat av marmor. Liksom övrig fast inredning är det ritat av kyrkans arkitekter.[1]
- Den 16-stämmiga orgeln har pipor av koppar och är tillverkad av Åkerman & Lund Orgelbyggeri.[4]
- Tornets tre klockor, som väger 425, 260 respektive 190 kg och gjutna 1965 av Gösta Bergholtz, bär varsin inskription som är hämtade från Nathan Söderbloms psalm Ring in gudstjänsttid. Klockorna är inbördes stämda i Te Deum-motivet.[4]